# Argirantemum
Argirantemum (lat. Argyranthemum), rod polugrmova iz porodice Compositae. Dvadesetak vrsta porijeklom je s Kanara, Madeire, otočja Selvagens. najpoznatija među njima je kanarska ivančica (A. frutescens), zeljasta trajnica s Kanarskih otoka, koja se često uzgaja kao ukrasna biljka po parkovima i vrtovima.
Ime roda dolazi od grčke riječi argyros (srebro) i anthemon (cvijet), odnosno srebrni cvijet.

## Vrste
1. Argyranthemum broussonetii (Pers.) Humphries
2. Argyranthemum callichrysum (Svent.) Humphries
3. Argyranthemum coronopifolium (Willd.) Webb
4. Argyranthemum dissectum (Lowe) Lowe
5. Argyranthemum escarrei (Svent.) Humphries
6. Argyranthemum filifolium (Sch.Bip.) Humphries
7. Argyranthemum foeniculaceum (Willd.) Webb ex Sch.Bip.
8. Argyranthemum frutescens (L.) Sch.Bip.
9. Argyranthemum gracile Sch.Bip.
10. Argyranthemum haematomma Lowe
11. Argyranthemum haouarytheum Humphries & Bramwell
12. Argyranthemum hierrense Humphries
13. Argyranthemum lemsii Humphries
14. Argyranthemum lidii Humphries
15. Argyranthemum maderense (D.Don) Humphries
16. Argyranthemum pinnatifidum (L.f.) Webb
17. Argyranthemum sundingii L.Borgen
18. Argyranthemum sventenii Humphries & Aldridge
19. Argyranthemum tenerifae Humphries
20. Argyranthemum thalassophilum (Svent.) Humphries
21. Argyranthemum webbii Sch.Bip.
22. Argyranthemum winteri (Svent.) Humphries